# Birdland (club)
El Birdland és un club de jazz que va veure la llum a New York el 1949. El Birdland original era al número 1678 de Broadway Avenue, molt a la vora del carrer 52 de Manhattan. Va tancar el 1965 degut a un lloguer massa car, i va reobrir per una nit el 1979. El seu renaixement comença el 1986.

## El Birdland en versió original
El Birdland dels començaments va ser anomenat així pels seus propietaris Morris Levy i Irving Levy en honor de Charlie Parker sobrenomenat "Bird", que era l'estrella del club. Sovint se li associa el club però la sala, d'una capacitat de 400 places, ha atret també altres músics de jazz, que hi han fet de vegades enregistraments. Es pot citar el Live at Birdland de John Coltrane, Live At Birdland (Toshiko - Mariano Quartet), i la cançó d'èxit de George Shearing, Lullaby of Birdland, així com Dizzy Gillespie, Thelonious Monk, Miles Davis, Bud Powell, Stan Getz i Lester Young entre d'altres. Originalment, la mascota dels concerts era Pee Wee Marquette, personatge pintoresc i minúscul de qui el disc jockey Symphony Sid en prenia de vegades el relleu.
Durant el seu temps de glòria, el Birdland estava de moda entre les celebritats. Gary Cooper, Marilyn Monroe o fins i tot Joe Louis el sovintejaven. Sammy Davis Jr. també hi ha actuat. Malgrat el seu passat il·lustre, el club va perdre pistonada als anys 60 i va acabar tancant el 1965.

## Renaixement
La versió actual del Birdland obre a Manhattan Uptown, el 2745 Broadway (a l'altura del carrer 106), però s'estableix finalment al carrer 44, a l'oest de la 8a avinguda a Manhattan Midtown. Grans músics hi actuen actualment com Michael Brecker, Pat Metheny, Lee Konitz, Diana Krall, Dave Holland, Regina Carter, i Tito Puente. És tan destacable que Toshiko Akiyoshi hi va oferir el seu darrer concert el 29 de desembre de 2003.